# بلح الشام
حلوى بلح الشام، وفي تركيا وبعض الدول: طُرُمبة - طرمبا - التولومبا (بالتركية: Tulumba tatlısı)‏ «وليس طلمبة» وفي إيران ودول أخرى حلوى البامية وتُعرف بأسم: كرابيج حلب أو الداطلي كما في العراق أو حلوى اصابع العروس أو حلوى اصابع زينب «رغم أختلاف الشكل والمكونات».
هي حلوى سورية المنشأ ويرجع سبب تسميتها إلى سبب ابتكارها، وقام صانعوا الحلوى بإنتاج صنف يشبه البلح في تشكيله، ومن هنا أطلق عليه بلح الشام، حيث تشكل العجينة وتسقى بالقطر، وينتشر تناولها في السعودية مصر وبلاد الشام والعراق وتركيا والسودان.

## المعلومات الغذائية
بلح الشام غني بالسعرات الحرارية والدهون إذ أن كل حصة تحتوي تقريبًا على 477 وحدة حرارية و 30غ من الدهون، كما أنها تحتوي على 210مغ من الكولسترول وذلك يشكل أكثر من نصف الكمية المسموح تناولها يوميًّا.

## معرض صور

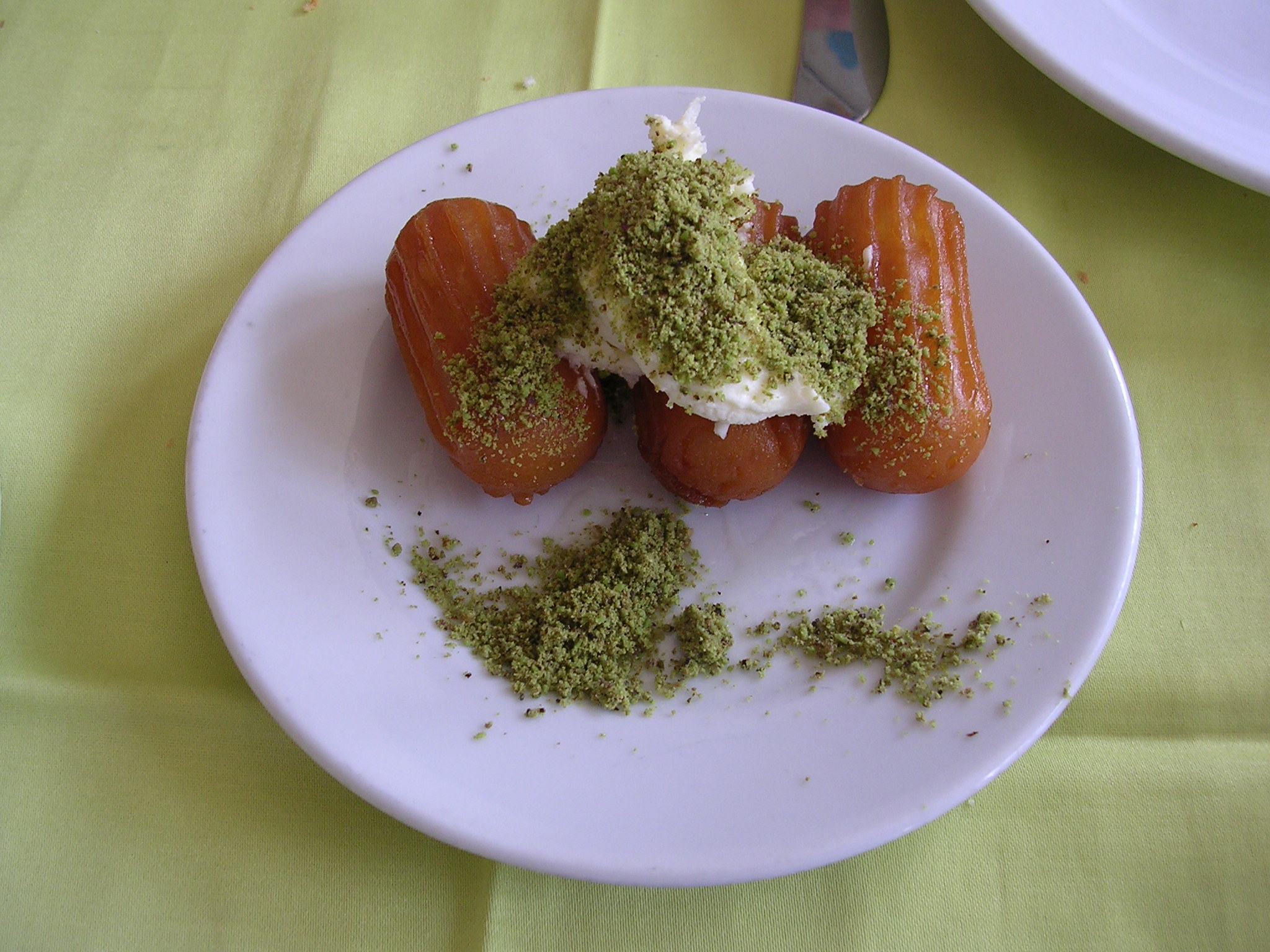
بلح الشام مع القشدة بالفستق
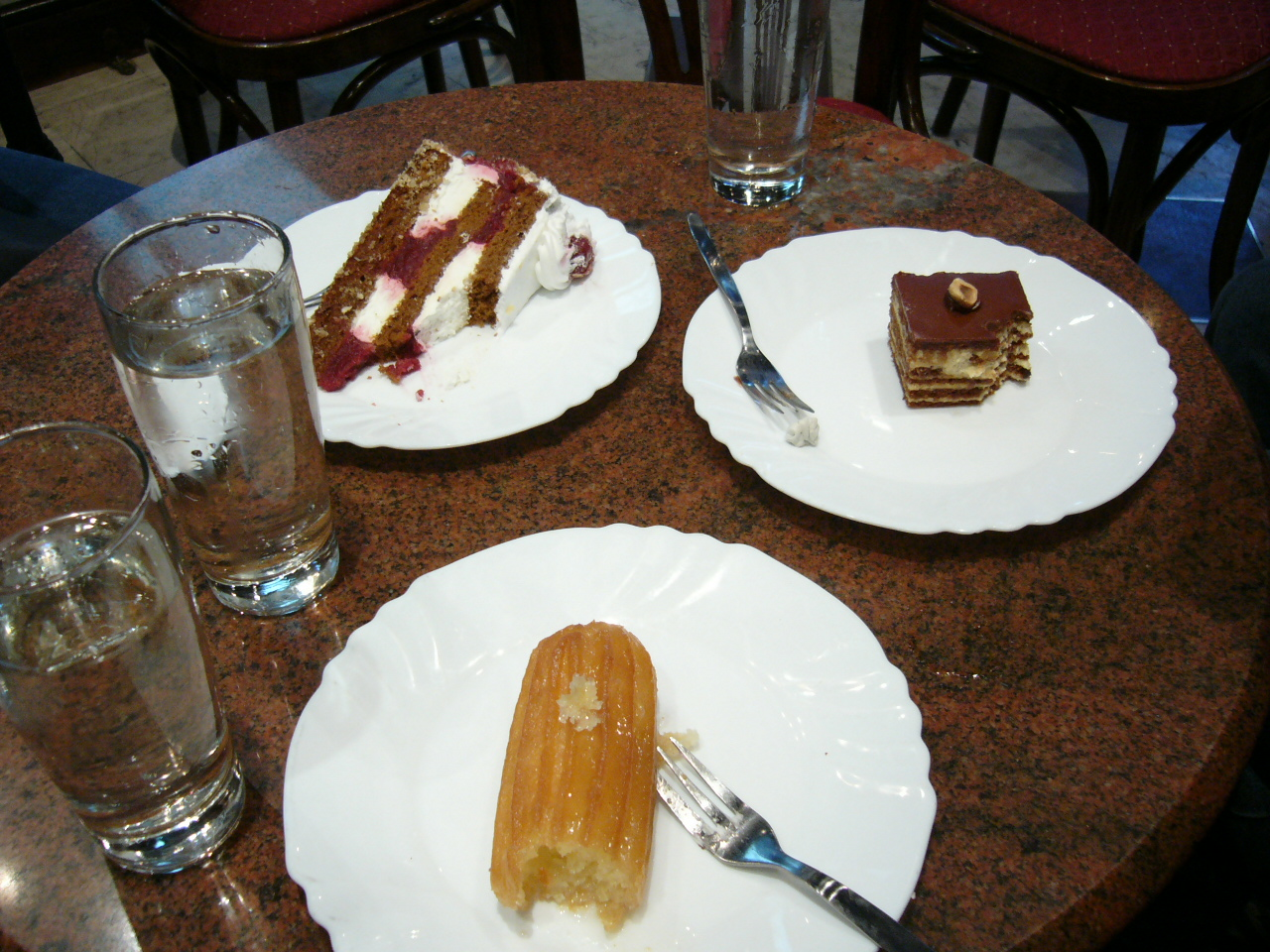
يُقدم في بعض المطاعم بحجم كبير
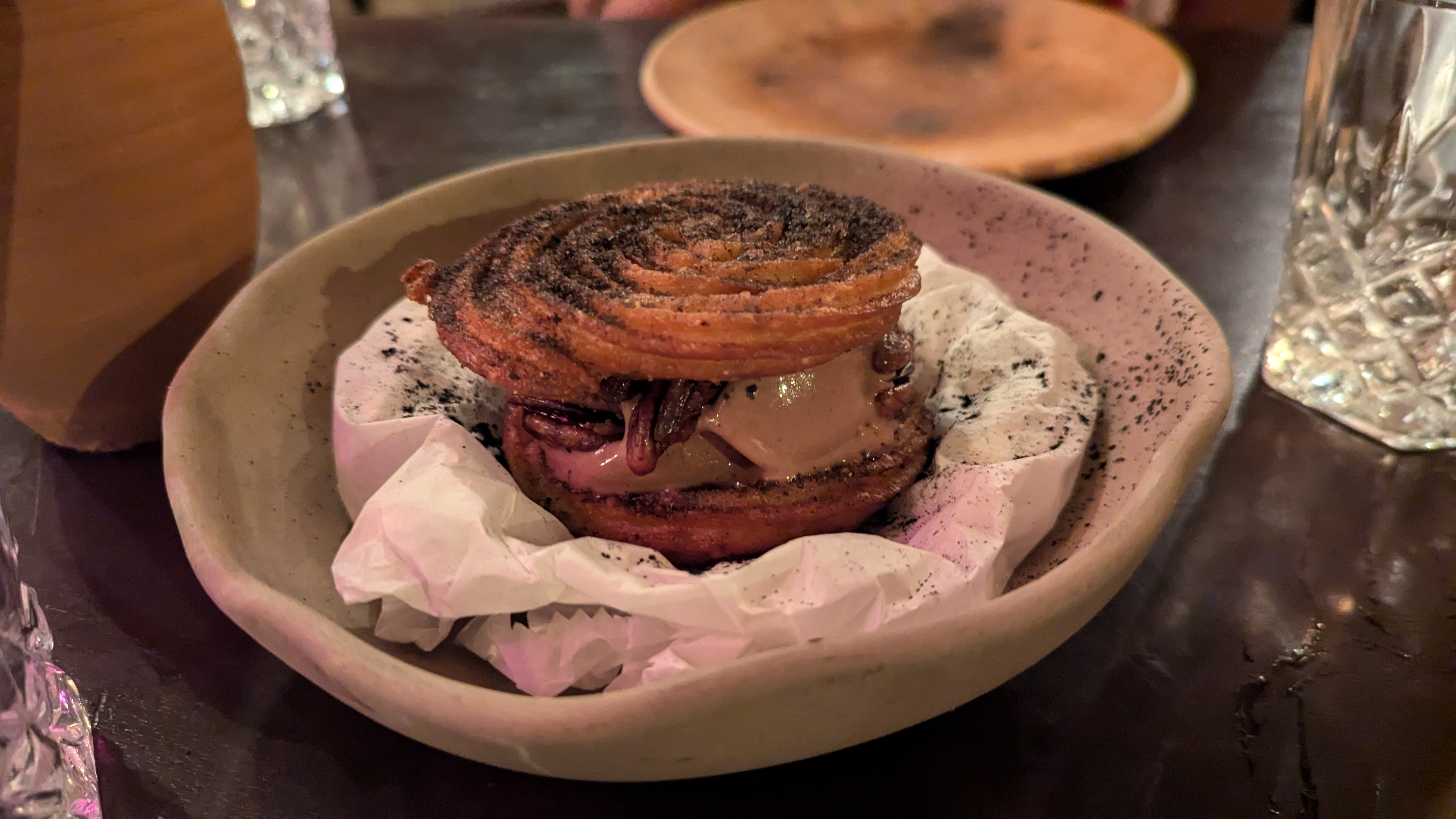
الشكل الحلزوني
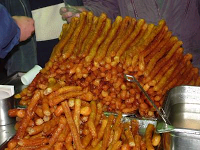
كرابيج حلب
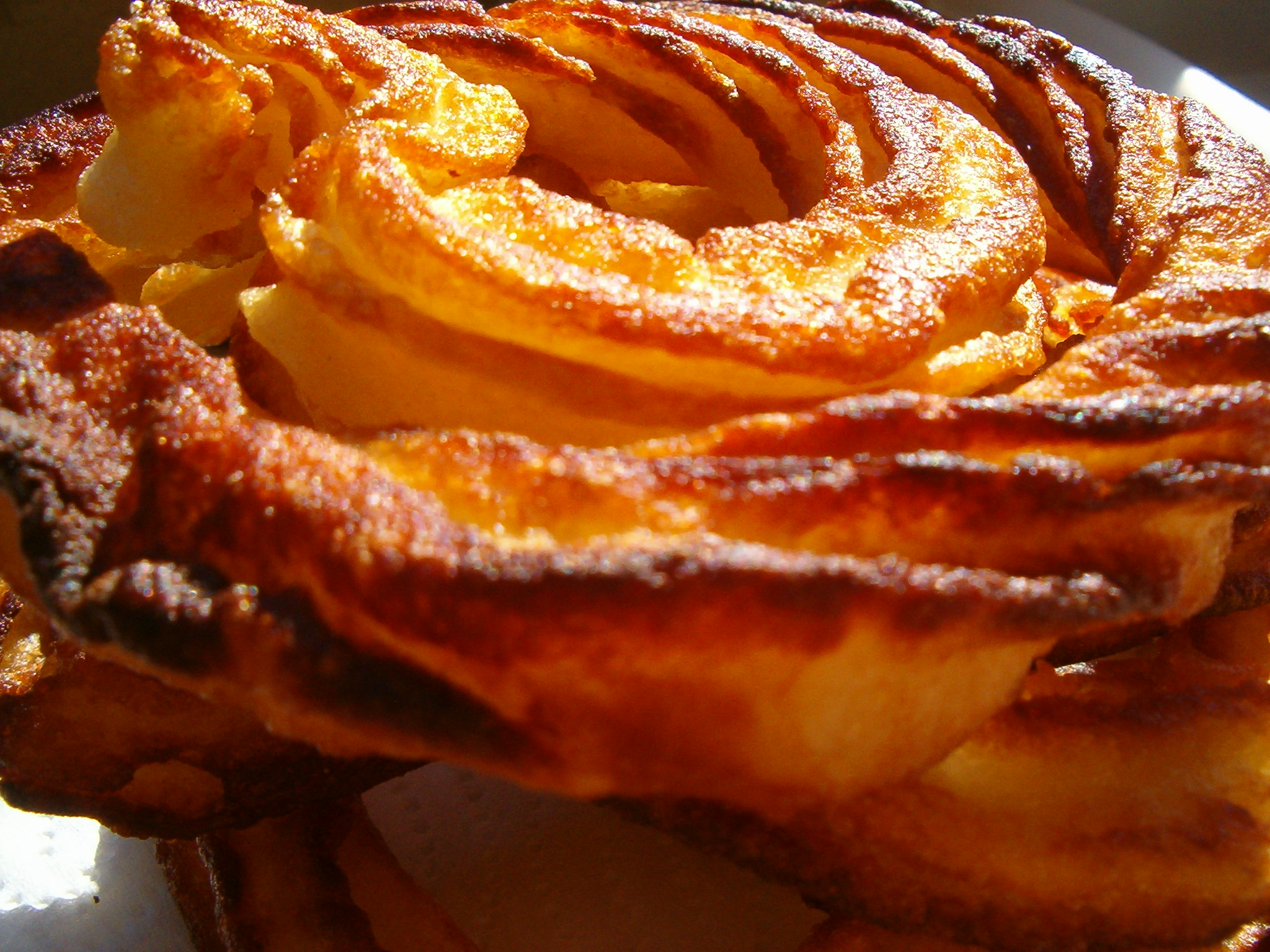
قطعتين من الشكل المستدير الملتوي (Twisted round).
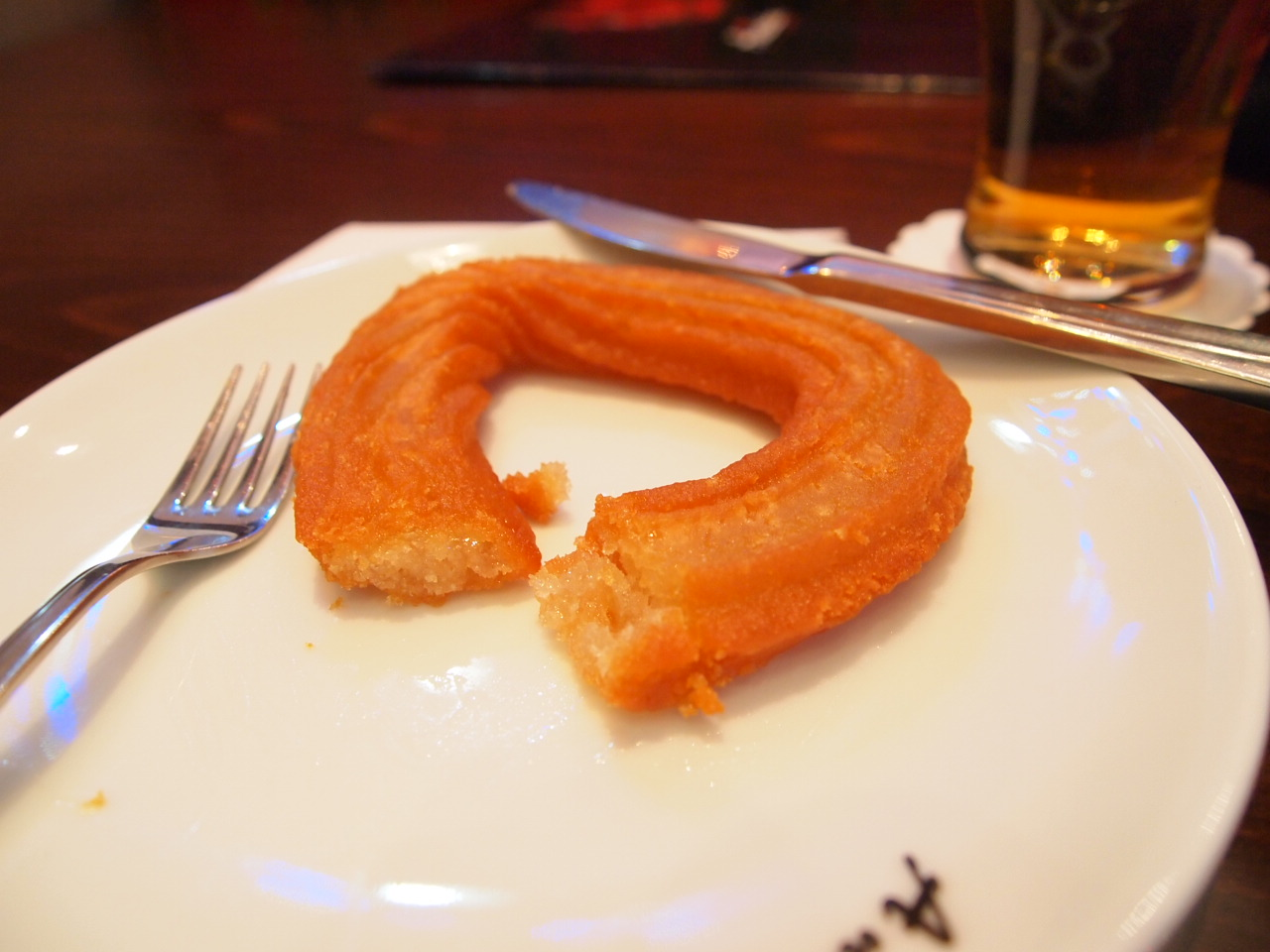
الشكل الدائري او المُستدير.

## الاسم
يُسمى ( تولومبا Tulumba:باللغة التركية، من الكلمة الإيطالية: tromba)، (بومبا Bombacık: باللغة اليونانية القبرصية واللغة التركية القبرصية )، (في المطبخ الأرمني: بومب أو تولومبا: թուլումբա)، (في الألبانية والصربية والبلغارية والبوسنية، البلغارية، المقدونية، اليونانية:تة لومبا: τουλούμπα)، (الأذربيجانية: Ballıbadı)، (في المطبخ الفارسي: bamiyeh : باميه)، ( وفي الحجاز: طُرُمْبَة مباشرة من الإيطالية: tromba)، (في المطبخ المصري وبعض الدول العربية: بلح الشام )، (في المطبخ العراقي: datli: داطلي ).

## الوصف
يرجع سبب تسميته إلى سبب ابتكاره، حيث قام صانعوا الحلوى بإنتاج صنف يشبه البلح في تشكيله، ومن هنا أطلق عليه بلح الشام، وتُشكل العجينة وتسقى بالقطر، وينتشر تناولها في السعودية ومصر والعراق والسودان وتركيا وكرواتيا واليونان ومقدونيا الشمالية والجبل الأسود وبلغاريا وصربيا وألبانيا وأذربيجان وكوسوفو والبوسنة والهرسك وقبرص، توجد في المطبخ العثماني والمطبخ الإقليمي للإمبراطورية العثمانية السابقة، ويتم إنتاجها في بلاد الشام وفي إيران.
يُصنع بلح الشام من الزبادي أو اللبن والنشا والدقيق، يتم قليه قبل غمسه في القطر( الشراب )، ويتم تقديمه في معظم الأوقات خلال إفطار رمضان[بحاجة لمصدر][بحاجة لمصدر][بحاجة لمصدر]، وعادةً ما يتم تقديمه مع مزيج من الزلابية، التي يتم تحضيرها بطريقة مماثلة، فهو كتلة عجين خالي من الخميرة (يبلغ طولها حوالي 3 سم)، وتأخذ شكل اسطوانى صغير، مع نتوءات بطولها، باستخدام كيس المعجنات أو مكبس البسكويت، بقطعة نهائية مناسبة، أولاً يُقلى حتى يصبح لونه بنياً ذهبياً، ثم يُسكب فوقه شراب السكر الحلو، وهو لا يزال ساخنًا، ويؤكل بارداً، كما يُقدم تقليديا في الإحتفال بالسنة الفارسية الجديدة والمعروف باسم النيروز وفي المناسبات الخاصة الأخرى.